# Microsoft Windows Neptune
Microsoft Windows Neptune（マイクロソフト ウインドウズ ネプチューン）は、マイクロソフトのベータ版オペレーティングシステム（OS）のコードネームである。当時はまだビジネス向けと位置づけられていたWindows 2000をベースにWindows NT系のカーネルで、一般家庭向けOSを作る計画であったが頓挫し、代わりに9x系列カーネルでWindows Meがリリースされた。
バージョン5.1として開発されていたが、2000年1月頃に、Microsoft Neptune開発チームとWindows Odyssey（後述）開発チームが結合し、コードネームWhistler（Windows XP）へと方針転換された。

## 機能
ログイン画面
Welcome（ようこそ）と共にユーザーの画像と名前を表示するログイン画面。
Internet Connection Firewall（後のWindows ファイアウォール）
ファイアウォールが搭載されており、ネットワークに安全に接続できるような対策が施されている。

## コンセプト
スタイル
GUIのコンセプトはWindows XPというよりも、Windows Vistaに近い。
UI設計
ユーザインタフェースの設計は、NeptuneではHTMLベースのマークアップ言語で構築できるような構想であった。
Windows VistaではXAML（XML）でユーザインタフェースを構築できる。

## ビルド番号
Windows NeptuneはWindows 2000の正式リリースの約2ヶ月前にすでに5000番台になっていた（Windows 2000はBuild 2195）。
また、初版であるビルド5000と後に発表されたビルド5111ではインターフェースが異なっている。

## Microsoft Windows Odyssey
Microsoft Windows Odyssey（マイクロソフト ウィンドウズ オデッセイ）は、マイクロソフトのベータ版オペレーティングシステム（OS）のコードネームである。1999年頃に開発中止した。ビルド番号は5154。ビルドがコンパイルされたかどうかは不明だが、おそらく計画段階でキャンセルされた。
オデッセイの開発は、1999年に一般家庭向けのNeptuneとともにビジネス向けOSとして始まった。計画された機能は、新しいアクティビティセンターと新しいユーザーインターフェイスであった。 しかしハードウェア要件が高く、OdysseyとNeptuneが同じコードベースに基づいていたため、マイクロソフトは効率を上げるためにNeptune開発チームと結合しコードネームWhistler（Windows XP）へと方針転換された。